# نفثا

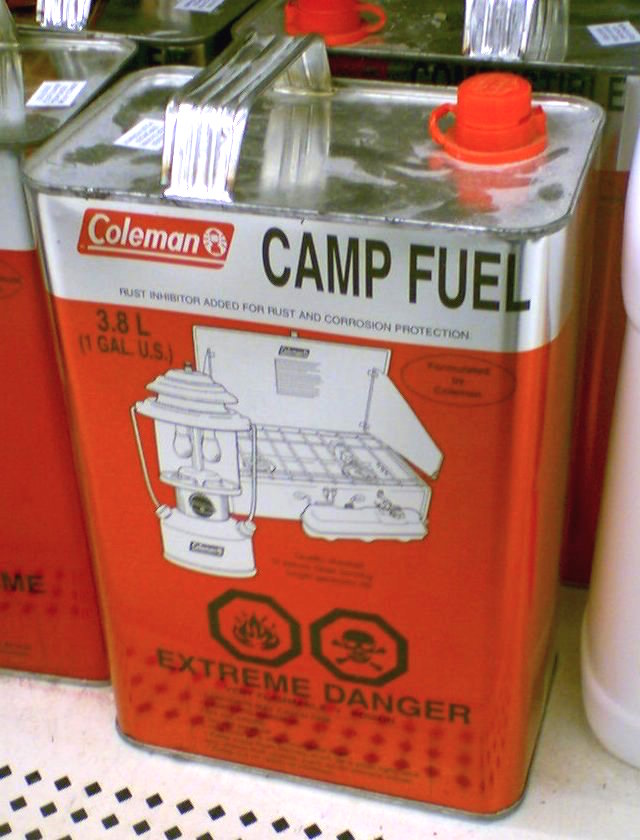

النفثا أو النَفْطة هي أحد منتجات النفط الوسيطة التي يستحصل عليها في مصفاة النفط.
لا تعتبر النفثا مادة نقية بعينها، بل هي مزيج من عدة قطفات مختلفة؛ وتنقسم أنواع النافثا إلى قسمين : النافثا الخفيفة والنافثا الثقيلة. وتستخدم في المقام الأول في إنتاج بنزين السيارات كما تستخدم في الصناعات الكيماوية مثل تحضير الإيثيلين والبروبيلين. وتستخدم تلك المنتجات في صناعة اللدائن مثل بولي إثيلين وبولي بروبلين.

## أصل الكلمة
كان تعبير النفثا يستخدم سابقاً للإشارة إلى البترول عموماً، فقد كان يستخدم في اللاتينية (Naphta) نقلاً عن اليونانية (Νάφθα) إضافة إلى الروسية (нефть) والعربية (نفط) للتعبير عن البترول الّذي كان يستخدم في الحرب منذ القِدَم.
عرف العرب كلمة نفط، وكانت تستخدم للدلالة على المشتقّات النفطية اللزجة مثل القطران (أو القار) أو الزفت، إذ ورد في لسان العرب: «النَّفط الذي تُطْلى به الإِبل للجَرب والدَّبَر والقِرْدانِ وهو دون الكُحَيْلِ. وروى أَبو حنيفة أَن النفط هو الكحيل»؛ وقد يكون أصل الكلمة من الأكّادية «نبتو» أو من الأرامية «نفتا». ومنها انتقلت إلى الإغريقية حيث اشتقّت كلمة نفثا، والتي كانت تستخدم في أواخر القرن التاسع عشر للإشارة إلى النفط بشكل عام؛ إلّا أنّ دلالة كلمة نفثا تغيّر مع مرور الوقت، إذ يشير حالياً إلى مزيج خام من قطفات النفط يحصل عليه بعد إجراء تقطير أوّلي.

## اقرأ أيضا
- نفط
- ألكاين
- غاز نفطي مسال